# سیارک ۲۳۹۰۴
سیارک ۲۳۹۰۴ (به انگلیسی: 23904 Amytang، نامگذاری:1998SE70) بیست و سه هزار و نهصد و چهارمین سیارک کشف شده‌است که در ۲۱ سپتامبر ۱۹۹۸ کشف شد.
قدر مطلق سیارک برابر ۱۳.۵ است.